# Spital (Weitra)
Spital est un hameau de la ville de Weitra en Basse-Autriche.

## Histoire

### Ancêtres d'Adolf Hitler
Ce hameau du Waldviertel (nord-est de l'Autriche) est connu pour être un des lieux d'origine de la famille d'Adolf Hitler, notamment du côté de son grand-père paternel : Johann Georg Hiedler (officiellement), un meunier itinérant, ou en raison de doutes, le frère de celui-ci, Johann Nepomuk Hiedler (selon certains historiens), un fermier de Spital. Ce dernier a en effet été propriétaire d'une ferme dans le hameau où il a élevé avec sa propre épouse pendant une dizaine d'années (de 1842 à 1851) Alois Hitler, né Schicklgruber en 1837 et futur père du dictateur (en 1889) : Johann Nepomuk (1807-1888) a en outre permis la transmission de son nom de famille à Alois (1837-1903) en 1877 (aux adaptations près, « Hiedler » ayant été retranscrit « Hitler »), par le fait d'une reconnaissance de filiation posthume vis-à-vis de son frère, Johann Georg (1792-1857). Cette transmission du nom « Hitler » en 1877 a été enregistrée par la paroisse du hameau voisin de Mistelbach (de), hameau aujourd'hui rattaché à la commune de Großschönau.
D'autre part, la petite-fille de Johan Nepomuk Hiedler et fille de Johanna Hiedler, Klara Pölzl, est aussi née dans ce hameau. Elle s'est ensuite mariée avec Alois Hitler en 1885 (en troisième noces pour ce dernier), et est devenue la mère d'Adolf Hitler en 1889.
Ainsi le dictateur, en étant officiellement le petit-fils de Johann Georg Hieder, est vis-à-vis de Johann Nepomuk Hiedler, résident de Spital, à la fois :
- son petit-neveu, par la branche paternelle (son père, Alois Hitler né Schicklgruber, est en effet le fils de Johann Georg Hiedler et donc le neveu de Johann Nepomuk Hiedler) ;
- son arrière-petit-fils, par la branche maternelle (sa mère, Klara née Pölzl, est en effet la petite-fille de Johann Nepomuk Hiedler).

## Galerie d'images

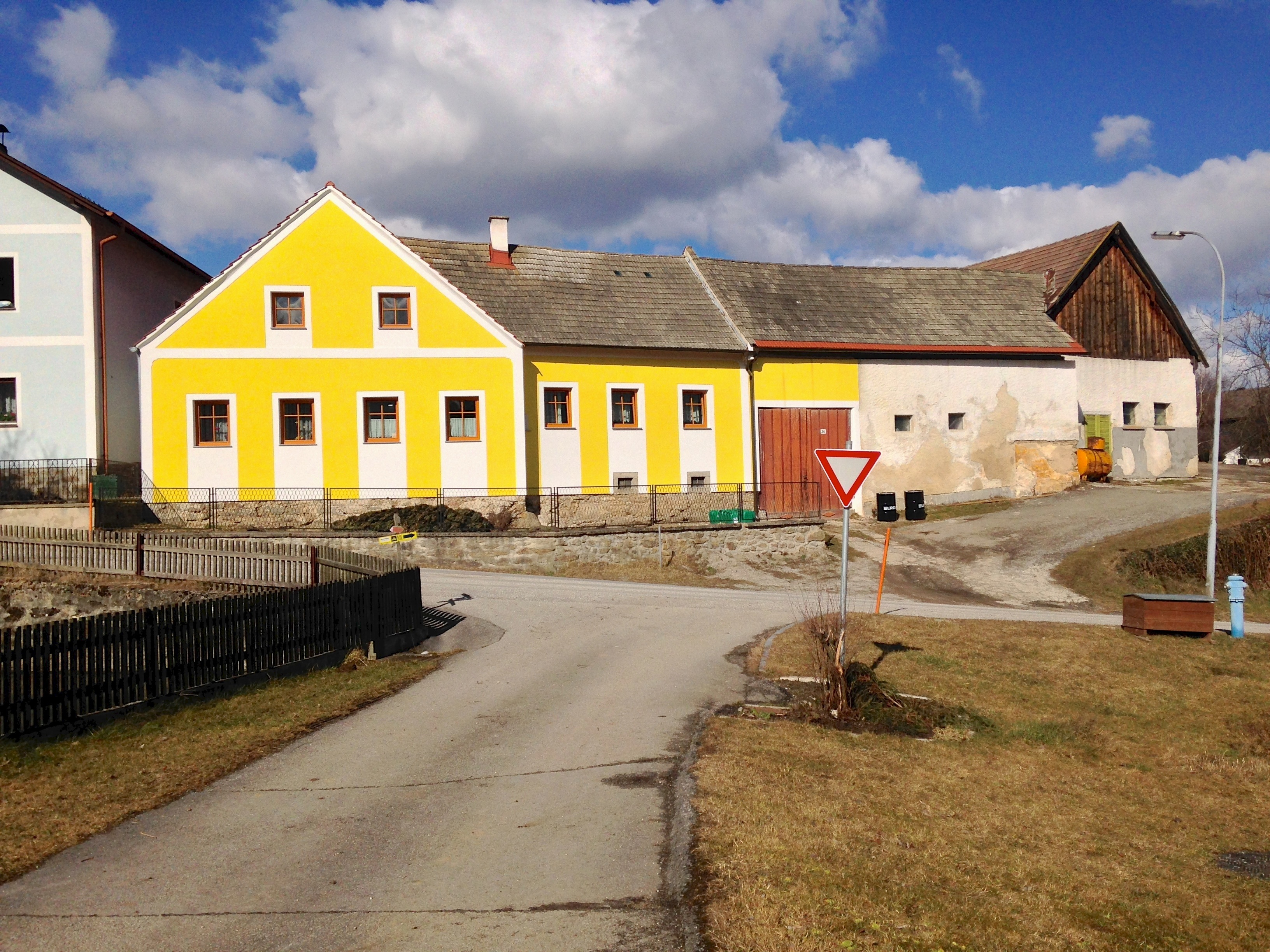
Ferme de Johann Nepomuk Hiedler à Spital, où vécut le père du dictateur, Alois Schicklgruber, entre ses 5 et 14 ans, de 1842 à 1851. La mère du dictateur, Klara Pölzl (née en 1860), a également connu la ferme de Johann Nepomuk, qui était son grand-père.
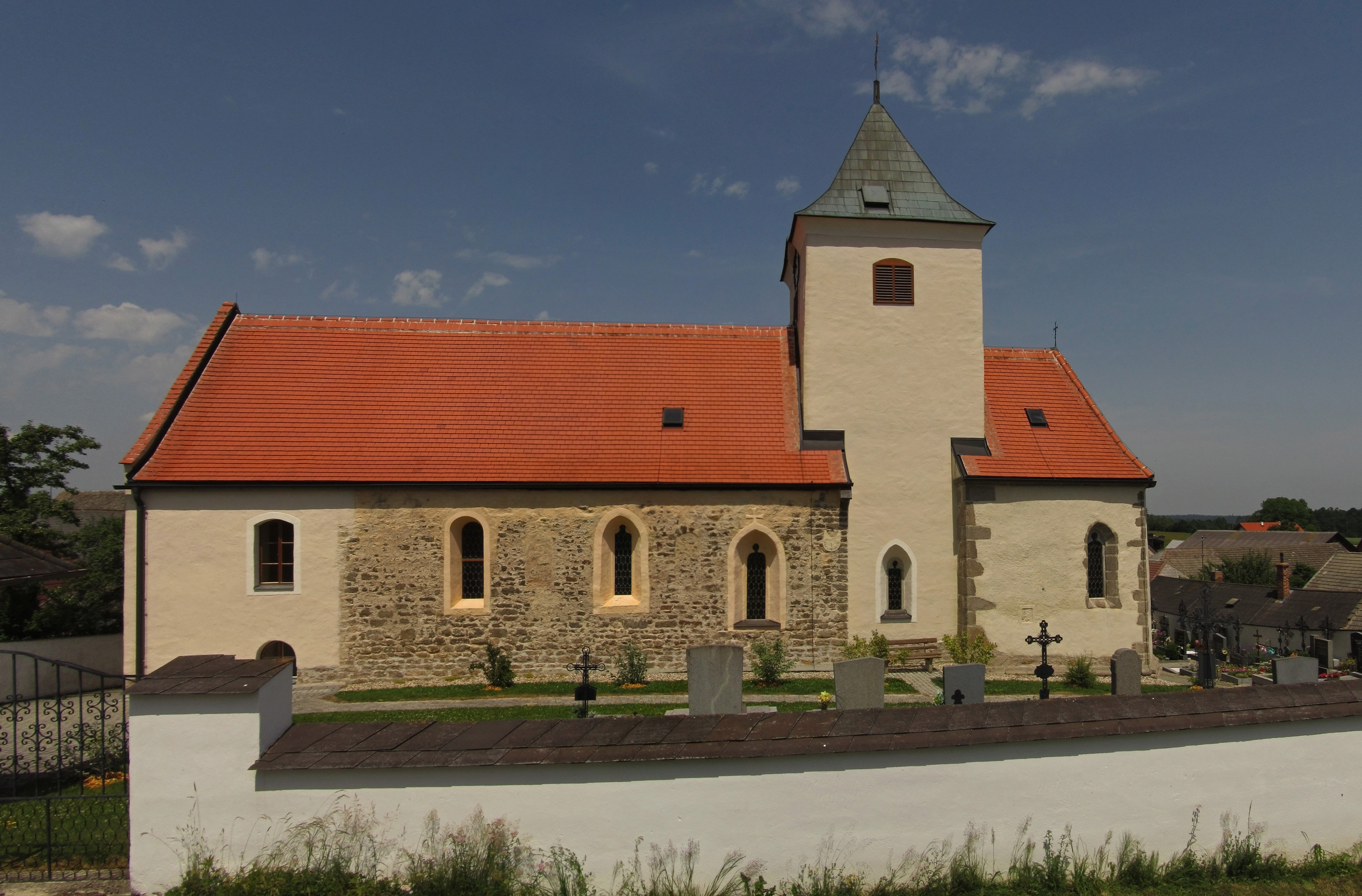
Église du hameau de Spital.